# Tanatoscopio
Il tanatoscopio è uno strumento che viene utilizzato in medicina legale. Esso consiste in un termometro in grado di rilevare, in base alla temperatura corporea, il tempo trascorso dalla morte. Il termine deriva dalle parole greche θάνατος (thánatos, morte) e σκoπέω (scopéo, osservare).
Secondo il Manuale di criminologia clinica di Marco Strano:

## Nelle opere di fantasia
Il termine tanatoscopio (o thanatoscopio) compare anche per definire strumenti di pura fantasia, come nel film orrorifico del 2008 Imago mortis di Stefano Bessoni, in cui è uno strumento in grado di catturare l'ultima immagine fissata dalla retina, ideato da uno scienziato del Seicento ossessionato dalla brama di riprodurre le immagini. Tale idea è ripresa dal film di Dario Argento 4 mosche di velluto grigio (1971) e nel film Wild Wild West di Barry Sonnenfeld (1999), dove Artemus Gordon utilizza un dispositivo di sua invenzione chiamato "Retinal Terminus Projector".